# Лейквуд-Клаб (Мічиган)
Лейквуд-Клаб (англ. Lakewood Club) — селище (англ. village) в США, в окрузі Маскігон штату Мічиган. Населення — 1340 осіб (2020).

## Географія
Лейквуд-Клаб розташований за координатами 43°22′34″ пн. ш. 86°15′18″ зх. д. / 43.37611° пн. ш. 86.25500° зх. д. (43.376206, -86.255008).  За даними Бюро перепису населення США в 2010 році селище мало площу 5,36 км², з яких 4,96 км² — суходіл та 0,40 км² — водойми.

## Демографія
Згідно з переписом 2010 року, у селищі мешкала 1291 особа в 458 домогосподарствах у складі 345 родин. Густота населення становила 241 особа/км².  Було 507 помешкань (95/км²).
Расовий склад населення:
| - 93,5 % — білих - 1,9 % — чорних або афроамериканців - 1,7 % — корінних американців - 0,2 % — азіатів - 0,1 % — вихідців з тихоокеанських островів |

До двох чи більше рас належало 2,0 %. Частка іспаномовних становила 3,4 % від усіх жителів.
За віковим діапазоном населення розподілялося таким чином: 30,4 % — особи молодші 18 років, 63,9 % — особи у віці 18—64 років, 5,7 % — особи у віці 65 років та старші. Медіана віку мешканця становила 31,7 року. На 100 осіб жіночої статі у селищі припадало 104,3 чоловіків;  на 100 жінок у віці від 18 років та старших — 100,7 чоловіків також старших 18 років.
Середній дохід на одне домашнє господарство  становив 49 788 доларів США (медіана — 49 375), а середній дохід на одну сім'ю — 50 249 доларів (медіана — 48 125). За межею бідності перебувало 18,2 % осіб, у тому числі 17,1 % дітей у віці до 18 років та 15,9 % осіб у віці 65 років та старших.
Цивільне працевлаштоване населення становило 510 осіб. Основні галузі зайнятості: виробництво — 34,5 %, освіта, охорона здоров'я та соціальна допомога — 17,3 %, мистецтво, розваги та відпочинок — 11,4 %, науковці, спеціалісти, менеджери — 9,8 %.